# Nasipit
Nasipit (Bayan ng Nasipit) är en kommun i Filippinerna. Kommunen ligger på ön Mindanao, och tillhör provinsen Agusan del Norte. Folkmängden uppgår till 41 957 invånare år 2015.

## Bildgalleri

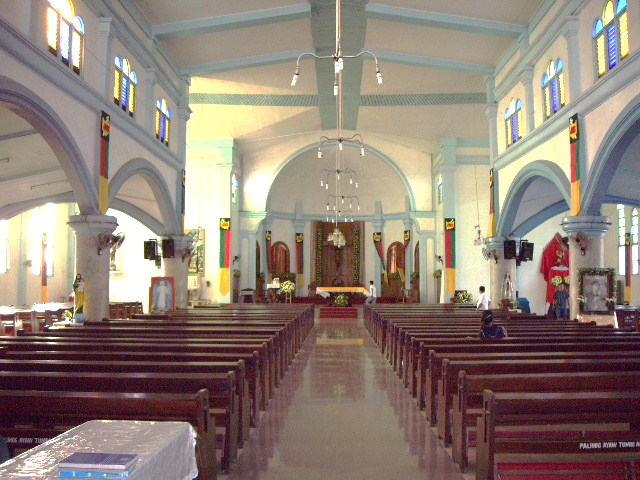
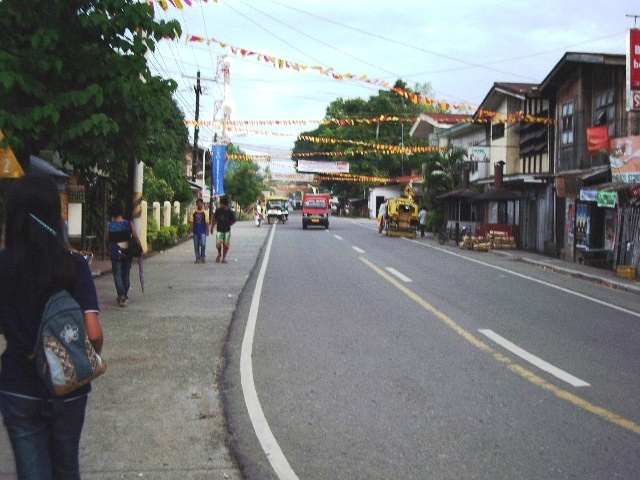
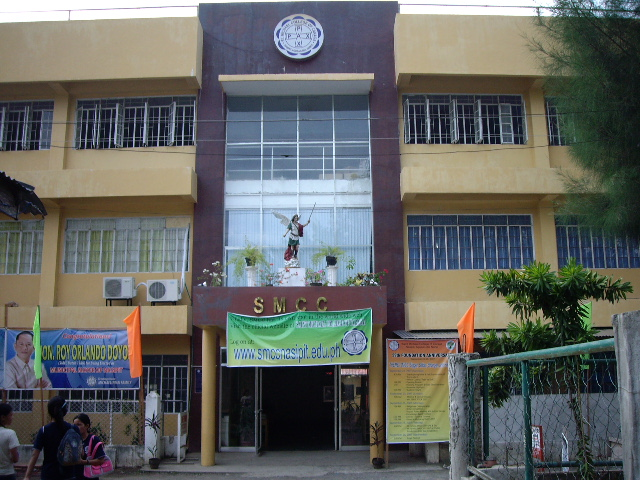

## Barangayer
Nasipit är indelat i 19 barangayer.
| - Aclan - Amontay - Ata-atahon - Camagong - Cubi-cubi - Culit - Jaguimitan - Kinabjangan - Barangay 1 - Apagan (Pob.) - Barangay 2 - Apagan (Pob.) | - Barangay 3 (Pob.) - Barangay 4 (Pob.) - Barangay 5 (Pob.) - Barangay 6 (Pob.) - Barangay 7 (Pob.) - Punta000 - Santa Ana - Talisay - Triangulo |